# Mistrzostwa Włoch w szachach
Mistrzostwa Włoch w szachach (wł. Campionato Italiano Assoluto, w skrócie CIA) – coroczny (z kilkoma wyjątkami) i najważniejszy turniej krajowy, mający na celu wyłonienie najlepszych szachistów we Włoszech. Pierwszy oficjalny turniej o mistrzostwo Włoch odbył się 1921 roku, co pokrywa się z datą założenia Włoskiej Federacji Szachowej. Wcześniej okazjonalnie organizowano Turniej Narodowy (wł. Torneo Nazionale), który był, de facto, mistrzostwami krajowymi i może być uznany za poprzednika oficjalnych mistrzostw.
Szachistą o największej ilości mistrzostw Włoch w historii zdobył Stefano Tatai, który pomiędzy 1962 a 1995 triumfował dwunastokrotnie.
W turnieju może wziąć udział każdy. Od 1999 roku tytuł Mistrza Włoch przyznawany jest jednak najlepszym zawodnikom obywatelstwa włoskiego. W latach 1947 i 1952 przyznano tytuł ex aequo, ponieważ nie rozegrano playoffów.

## Zwycięzcy
Listę zwycięzców opracowano na podstawie źródła:
| Turniej Narodowy | Turniej Narodowy | Turniej Narodowy | Turniej Narodowy           |
| Lp.              | Rok              | Miasto           | Zwycięzca                  |
| ---------------- | ---------------- | ---------------- | -------------------------- |
| I                | 1875             | Rzym             | Pietro Seni                |
| II               | 1878             | Livorno          | Luigi Sprega               |
| III              | 1881             | Mediolan         | Carlo Salvioli             |
| IV               | 1883             | Wenecja          | Fermo Zannoni              |
| V                | 1886             | Rzym             | Fermo Zannoni              |
| VI               | 1892             | Turyn            | Vittorio Torre             |
| VII              | 1900             | Rzym             | Arturo Reggio              |
| VIII             | 1901             | Wenecja          | Arturo Reggio              |
| IX               | 1905             | Florencja        | Arturo Reggio              |
| X                | 1906             | Mediolan         | Giovanni Martinolich       |
| XI               | 1911             | Rzym             | Matteo Gladig              |
| XII              | 1913             | Bolonia          | Arturo Reggio              |
| XIII             | 1916             | Mediolan         | Arturo Reggio              |
| XIV              | 1920             | Viareggio        | Stefano Rosselli del Turco |

## Mistrzostwa włoch w szachach
| Lp. | Rok       | Miasto                    | Zwycięzca                                            |
| --- | --------- | ------------------------- | ---------------------------------------------------- |
| 1   | 1921      | Viareggio                 | Davide Marotti                                       |
| 2   | 1923      | Neapol                    | Stefano Rosselli del Turco                           |
| 3   | 1929      | Florencja                 | Mario Monticelli                                     |
| 4   | 1931      | Mediolan                  | Stefano Rosselli del Turco                           |
| 5   | 1934      | Mediolan                  | Mario Monticelli                                     |
| 6   | 1935      | Florencja                 | Antonio Sacconi                                      |
| 7   | 1936      | Florencja                 | Vincenzo Castaldi                                    |
| 8   | 1937      | Neapol                    | Vincenzo Castaldi                                    |
| 9   | 1939      | Rzym                      | Mario Monticelli                                     |
| 10  | 1943      | Florencja                 | Vincenzo Nestler                                     |
| 11  | 1947      | Rzym                      | Vincenzo Castaldi Cherubino Staldi                   |
| 12  | 1948      | Florencja                 | Vincenzo Castaldi                                    |
| 13  | 1950      | Sorrento                  | Giorgio Porreca                                      |
| 14  | 1951      | Wenecja                   | Enrico Paoli                                         |
| 15  | 1952      | Ferrara                   | Vincenzo Castaldi Alberto Giustolisi Federico Norcia |
| 16  | 1953      | Florencja                 | Vincenzo Castaldi                                    |
| 17  | 1954      | Triest                    | Vincenzo Nestler                                     |
| 18  | 1956      | Rovigo                    | Giorgio Porreca                                      |
| 19  | 1957      | Reggio nell’Emilia        | Enrico Paoli                                         |
| 20  | 1959      | Rimini                    | Vincenzo Castaldi                                    |
| 21  | 1960      | Perugia                   | Guido Cappello                                       |
| 22  | 1961      | San Benedetto del Tronto  | Alberto Giustolisi                                   |
| 23  | 1962      | Forte dei Marmi           | Stefano Tatai                                        |
| 24  | 1963      | Imperia                   | Ennio Contedini                                      |
| 25  | 1964      | Neapol                    | Alberto Giustolisi                                   |
| 26  | 1965      | Florencja                 | Stefano Tatai                                        |
| 27  | 1966      | Rovigo                    | Alberto Giustolisi                                   |
| 28  | 1967      | Savona                    | Stefano Tatai                                        |
| 29  | 1968      | Mediolan                  | Enrico Paoli                                         |
| 30  | 1969      | San Benedetto del Tronto  | Sergio Mariotti                                      |
| 31  | 1970      | Sottomarina               | Stefano Tatai                                        |
| 32  | 1971      | San Benedetto del Tronto  | Sergio Mariotti                                      |
| 33  | 1972      | Recoaro Terme             | Carlo Micheli                                        |
| 34  | 1973      | Sottomarina               | Carlo Micheli                                        |
| 35  | 1974      | Castelvecchio Pascoli     | Stefano Tatai                                        |
| 36  | 1975      | Pesaro                    | Béla Tóth                                            |
| 37  | 1976      | Castelvecchio Pascoli     | Béla Tóth                                            |
| 38  | 1977      | Castelvecchio Pascoli     | Stefano Tatai                                        |
| 39  | 1979      | Lido                      | Stefano Tatai                                        |
| 40  | 1980      | Agnano                    | Béla Tóth                                            |
| 41  | 1981      | Barcellona Pozzo di Gotto | Roberto Messa                                        |
| 42  | 1982      | Arco                      | Béla Tóth                                            |
| 43  | 1983      | Arco                      | Stefano Tatai                                        |
| 44  | 1984      | Arcidosso                 | Alvise Zichichi                                      |
| 45  | 1985      | Chianciano Terme          | Stefano Tatai                                        |
| 46  | 1986      | Cesenatico                | Fernando Braga                                       |
| 47  | 1987      | Chianciano Terme          | Mario Lanzani                                        |
| 48  | 1988      | Chianciano Terme          | Fernando Braga                                       |
| 49  | 1989      | Chianciano Terme          | Bruno Belotti                                        |
| 50  | 1990      | Chianciano Terme          | Stefano Tatai                                        |
| 51  | 1991      | Chianciano Terme          | Stefano Tatai                                        |
| 52  | 1992/1993 | Reggio nell’Emilia        | Michele Godena                                       |
| 53  | 1994      | Filettino                 | Michele Godena                                       |
| 54  | 1994/1995 | Reggio nell’Emilia        | Stefano Tatai                                        |
| 55  | 1995      | Werona                    | Michele Godena                                       |
| 56  | 1996      | Mantua                    | Bruno Belotti                                        |
| 57  | 1997/1998 | Reggio nell’Emilia        | Igor Efimov                                          |
| 58  | 1998      | Saint-Vincent             | Igor Efimov                                          |
| 59  | 1999      | Saint-Vincent             | Fabio Bellini                                        |
| 60  | 2000      | Saint-Vincent             | Ennio Arlandi                                        |
| 61  | 2001      | Montecatini Terme         | Bruno Belotti                                        |
| 62  | 2002      | Montecatini Terme         | Duilio Collutiis                                     |
| 63  | 2003      | Arvier                    | Spartaco Sarno                                       |
| 64  | 2004      | Montecatini Terme         | Fabio Bruno                                          |
| 65  | 2005      | Cremona                   | Michele Godena                                       |
| 66  | 2006      | Cremona                   | Michele Godena                                       |
| 67  | 2007      | Martina Franca            | Fabiano Caruana                                      |
| 68  | 2008      | Martina Franca            | Fabiano Caruana                                      |
| 69  | 2009      | Sarre                     | Lexy Ortega                                          |
| 70  | 2010      | Siena                     | Fabiano Caruana                                      |
| 71  | 2011      | Perugia                   | Fabiano Caruana                                      |
| 72  | 2012      | Turyn                     | Alberto David                                        |
| 73  | 2013      | Rzym                      | Danyyil Dvirnyy                                      |
| 74  | 2014      | Boscotrecase              | Axel Rombaldoni                                      |
| 75  | 2015      | Mediolan                  | Danyyil Dvirnyy                                      |
| 76  | 2016      | Rzym                      | Alberto David                                        |
| 77  | 2017      | Cosenza                   | Luca Moroni                                          |
| 78  | 2018      | Salerno                   | Lorenzo Lodici                                       |
| 79  | 2019      | Padwa                     | Alberto David                                        |
| —   | 2020      | online                    | Alessio Valsecchi                                    |
| 80  | 2021      | Chianciano Terme          | Pier Luigi Basso                                     |
| 81  | 2022      | Cagliari                  | Luca Moroni                                          |
| 82  | 2023      | Brescia                   | Luca Moroni                                          |

| Lp. | Rok  | Miasto            | Zwycięzca           |
| --- | ---- | ----------------- | ------------------- |
| 1   | 1938 | Mediolan          | Clarice Benini      |
| 2   | 1939 | Rzym              | Clarice Benini      |
| 3   | 1973 | Coloretta di Zeri | Rita Gramignani     |
| 4   | 1974 | Coloretta di Zeri | Barbara Pernici     |
| 5   | 1975 | Valenza Po        | Rita Gramignani     |
| 6   | 1976 | Bari              | Rita Gramignani     |
| 7   | 1977 | Cattolica         | Barbara Pernici     |
| 8   | 1978 | Latina            | Barbara Pernici     |
| 9   | 1979 | Bratto            | Barbara Pernici     |
| 10  | 1980 | Latina            | Rita Gramignani     |
| 11  | 1981 | Amelia            | Barbara Pernici     |
| 12  | 1983 | Turyn             | Rita Gramignani     |
| 13  | 1985 | Mediolan          | Gisella Facchini    |
| 14  | 1987 | Aosta             | Rita Gramignani     |
| 15  | 1988 | Aosta             | Ada Paizis          |
| 16  | 1989 | Aosta             | Rita Gramignani     |
| 17  | 1990 | Aosta             | Giuliana Fittante   |
| 18  | 1991 | Gorgonzola        | Rita Gramignani     |
| 19  | 1992 | Formia            | Rita Gramignani     |
| 20  | 1993 | Formia            | Giusy Parrino       |
| 21  | 1994 | Formia            | Alessandra Riegler  |
| 22  | 1995 | Formia            | Alessandra Riegler  |
| 23  | 1996 | Mantua            | Alessandra Riegler  |
| 24  | 1997 | Porto San Giorgio | Veronika Goi        |
| 25  | 1998 | Casenatico        | Alessandra Riegler  |
| 26  | 1999 | Porto San Giorgio | Sonia Sirletti      |
| 27  | 2000 | Imperia           | Giuliana Fittante   |
| 28  | 2001 | Imperia           | Alba Decataldo      |
| 29  | 2002 | Bratto            | Laura Costantini    |
| 30  | 2003 | Bratto            | Mariagrazia de Rosa |
| 31  | 2004 | Bratto            | Maria Santurbano    |
| 32  | 2005 | Bratto            | Eleonora Ambrosi    |
| 33  | 2006 | Bratto            | Roberta Brunello    |
| 34  | 2007 | Fiuggi            | Fiammetta Panella   |
| 35  | 2008 | Bratto            | Marina Brunello     |
| 36  | 2009 | Bratto            | Marianna Chierici   |
| 37  | 2010 | Bratto            | Mariagrazia de Rosa |
| 38  | 2011 | Montecatine Terme | Roberta Messina     |
| 39  | 2012 | Acqui Terme       | Tea Gueci           |
| 40  | 2013 | Porto San Giorgio | Mariagrazia de Rosa |
| 41  | 2014 | Fano              | Alessia Santeramo   |
| 42  | 2015 | Giovinazo         | Daniela Movileano   |
| 43  | 2016 | Peruggia          | Daniela Movileano   |
| 44  | 2017 | Cosenza           | Olga Zimina         |
| 45  | 2018 | Salerno           | Marina Brunello     |
| 46  | 2019 | Padova            | Elena Sedina        |
| 47  | 2020 | On line           | Olga Zimina         |
| 48  | 2021 | Chianciano Terme  | Elena Sedina        |
| 49  | 2022 | Cagliari          | Olga Zimina         |
| 50  | 2023 | Brescia           | Olga Zimina         |

## Mistrzowie Włoch w szachach korespondencyjnych
1. Mario Napolitano (1939-1941)
2. Mario Napolitano (1942-1947)
3. Domenico Postpischl (1949-1951)
4. Lucio del Vecchio (1951-1952)
5. Lucio del Vecchio (1952-1953)
6. Ferruccio Castiglioni (1953-1954)
7. Angelo Guisti (1953-1955)
8. Vincenzo Castaldi (1955-1956)
9. Giorgio Porreca (1956-1957)
10. Edoino Busetto (1957-1958)
11. Luciano Lilloni (1958-1959)
12. Luciano Lilloni (1959-1960)
13. Geremia Lodi (1960-1961)
14. Sergio Bianchi (1961-1962)
15. Dante Pasqua (1962-1963)
16. Florentino Palmiotto (1963-1964)
17. Roberto Primavera (1964-1965)
18. Giorgio Porreca (1965-1966)
19. Giorgio Porreca (1966-1967)
20. Giorgio Porreca (1967-1968)
21. Giorgio Porreca (1968-1970)
22. Giorgio Porreca (1969-1971)
23. Giorgio Porreca (1970-1972)
24. Giorgio Porreca (1971-1973)
25. Claudio Cangiotti (1972-1974)
26. Giorgio Baiocchi (1973-1975)
27. Renato Adinolfi (1974-1976)
28. Fabio Finocchiaro (1975-1977)
29. Paolo Bassoli (1976-1978)
30. Fabio Finocchiaro (1977-1979)
31. Mauro Berni (1978-1980)
32. Valerio Conti (1979-1981)
33. Mario Damele (1981-1983)
34. Maurizio Tirabassi (1982-1984)
35. Marco Venturino (1984-1986)
36. Maurizio Tirabassi (1985-1987)
37. Domenico Valeriani (1986-1988)
38. Giampiero David (1987-1989)
39. Samuele Tullio Pizzuto (1988-1990)
40. Vittorio Piccardo (1989-1991)
41. Giampiero David (1990-1992)
42. Angelo Peluso (1991-1993)
43. Adolfo Sonzogno (1992-1994)
44. Alberto Colombo (1993-1995)
45. Michele Petrillo (1994-1996)
46. Giampetro Calzolari (1995-1997)
47. Giorgio Luigi Grasso (1996-1998)
48. Michelle Petrillo (1997-1999)
49. Elio Vassia (1998-2000)
50. Giampetro Calzolari (1999-2001)
51. Gianfranco Massetti (2000-2002)
52. Enrico Borroni (2000-2002)
53. Stefano Moncher (2002-2004)
54. Riccardo Marini (2003-2006)[4]
55. Eros Riccio (2004-2006)[5]
56. Alberto Dosi (2005-2007)[6]
57. Francesco de Filippis (2006-2008)[7]
58. Eros Riccio (2007-2009)[8]
59. Mauro Petrolo (2008-2010)[9]
60. Mauro Petrolo (2009-2011)[10]
61. Mauro Petrolo (2010-2013)[11]
62. Eros Riccio (2011-2013)[12]
63. Gianluca Cremasco (2012-2013)[13]
64. Dino Secchi (2013-2014)[14]
65. Giorgio Baiocchi (2014-2015)[15]
66. Tiziano Mosconi (2015-2017)[16]
67. Tiziano Mosconi (2016-2017)[17]
68. Tiziano Mosconi (2017-2019)[18]
69. Gaetano Laghetti (2018-2020)[19]
70. Florian Gatterer (2019-2020)[20]
71. Florian Gatterer (2020-2022)[21]
72. Sandro Niecchi (2021-2022)[22]
73. Salvatore Giannetto (2022-2023)[23]
74. Massimiliano Massimini (2023-2024)[24]

## Rekordziści
- 12 tytułów: Stefano Tatai
- 7 tytułów: Vincenzo Castaldi (w tym 2 ex aequo)
- 5 tytułów: Michele Godena, Arturo Reggio (wszystkie w Turnieju Narodowym)
- 4 tytuły: Alberto Giustolisi (1 ex aequo), Béla Tóth, Fabiano Caruana
- 3 tytuły: Stefano Rosselli del Turco (w tym jeden w Turnieju Narodowym), Mario Monticelli, Enrico Paoli, Bruno Belotti, Alberto David, Luca Moroni
- 2 tytuły: Fermo Zannoni (Turniej Narodowy), Vincenzo Nestler, Giorgio Porreca, Carlo Micheli, Sergio Mariotti, Fernando Braga, Igor Efimov, Danyyil Dvirnyy

## Galeria

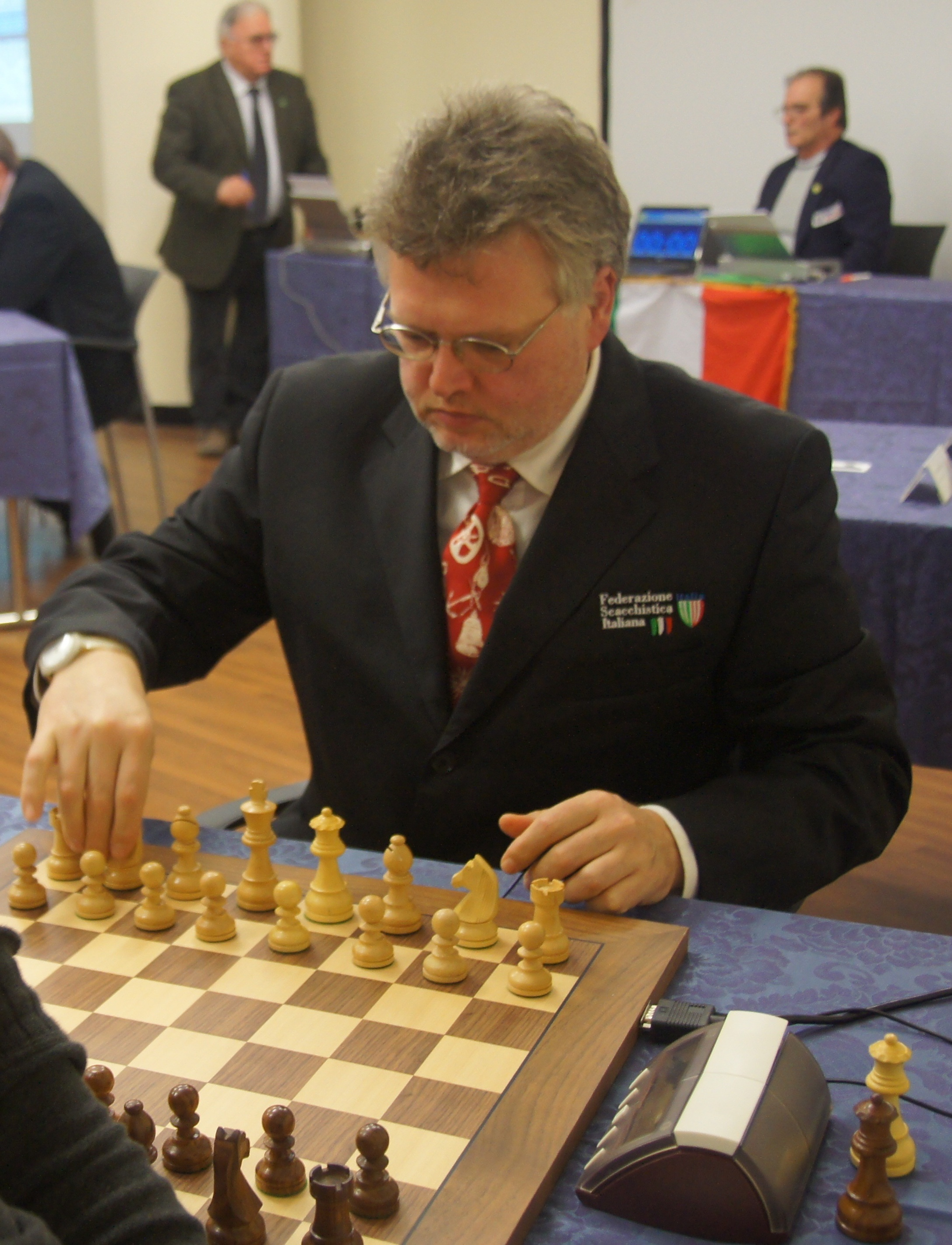
Fabio Bruno podczas mistrzostw w 2011 roku
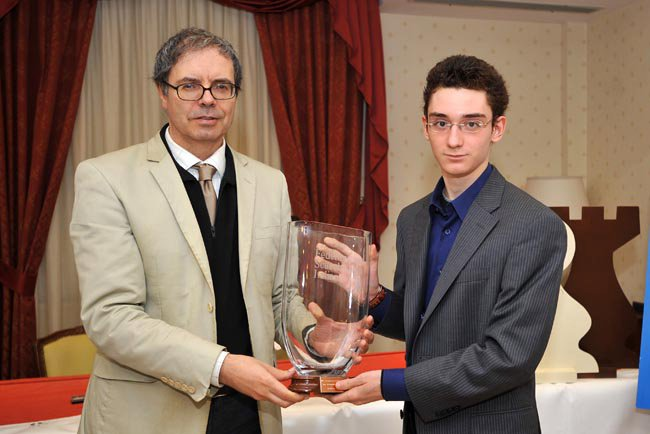
Fabiano Caruana odbierający nagrodę za zwycięstwo w 70. edycji turnieju, 2010